# Louise Mountbatten-Windsor
Pour l’article homonyme, voir Louise Mountbatten.
Louise Mountbatten-Windsor, dite Lady Louise Windsor, née le 8 novembre 2003 à Frimley, dans le comté de Surrey (au Royaume-Uni), est un membre de la famille royale britannique.

## Biographie

### Naissance et baptême
Lady Louise Alice Elizabeth Mary Mountbatten-Windsor est née le 8 novembre 2003 à 23:32 (GMT) à l’hôpital Frimley Park, dans le Surrey. Petite-fille de la reine Élisabeth II, elle est le premier enfant et l'unique fille du prince Edward, duc d'Édimbourg et de son épouse Sophie, duchesse d'Édimbourg. Elle a un frère cadet, James.
Lady Louise est née prématurée, Sophie Rhys-Jones, sa mère a subi une césarienne due à un hématome rétroplacentaire, qui cause chez la mère et l'enfant une perte importante de sang. Louise est alors transférée à l'Hopital St George, Londres, en néonatalogie. Sa mère, elle, reste à Frimley Park, en observation. Son père le prince Edward n'a pas pu assister à sa naissance. Lady Louise est née, du fait de sa prématurité, avec une forme de strabisme, qui a été corrigée en janvier 2006, puis en 2013.
Comme pour chaque naissance, l'annonce du prénom est faite quelque temps après la naissance : elle a lieu le 27 novembre.
Lady Louise est baptisée au château de Windsor le 24 avril 2004. Elle porte le vêtement de baptême commandé par la reine Victoria, après 163 années d'utilisations et après avoir été porté par 62 enfants royaux (huit générations). Ses parrains et marraines sont : 
- Sarah Chatto
- Ivar Mountbatten
- Alexandra Etherington
- Francesca Schwarzenbach
- Rupert Elliot

À sa naissance, Louise est 8e dans l’ordre de succession au trône. Depuis 2025, elle est à la 17e place. Bien que son frère James soit de quatre ans son cadet, il la précède dans l’ordre de succession au trône britannique, en raison de la règle de primogéniture à préférence masculine en vigueur pour les personnes nées avant 2011.

### Éducation
Lady Louise fréquente la St George's School, au château Windsor jusqu'en 2017. Elle suit ensuite son curriculum à la St Mary's School, à Ascot jusqu'en 2022,,.
À partir de septembre 2022, Lady Louise étudie l'anglais à l'université de St Andrews en Écosse.

### Apparitions officielles

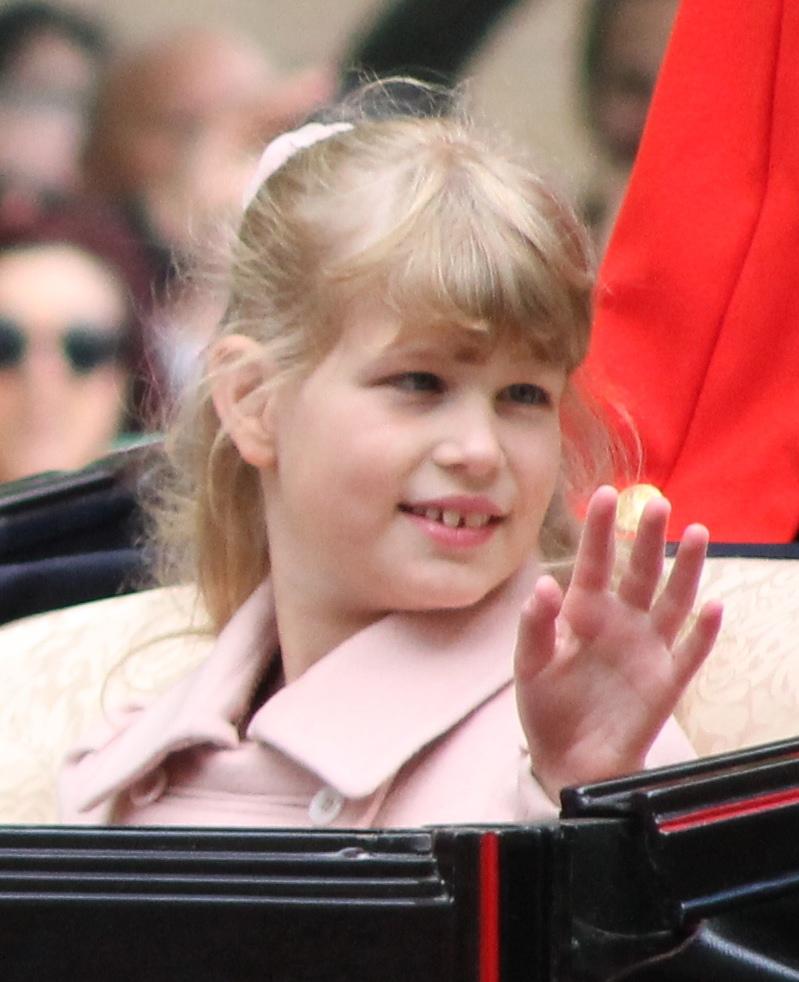
Lady Louise Mountbatten-Windsor lors du Trooping the Colour en juin 2013.

En 2011, à l'âge de 7 ans, Lady Louise est demoiselle d'honneur au mariage de son cousin, le prince William, avec Catherine Middleton. En avril 2015, Louise et son frère James participent à leur premier engagement royal à l'étranger. Ils accompagnent leur mère en Afrique du Sud.
En août 2018, Louise accompagne sa mère à la Marina Haslar, pour rencontrer un groupe de jeunes filles. Le même mois, elles assistent ensemble à la finale de la coupe du monde féminine de hockey, à Londres, Sophie, sa mère, ayant un grand intérêt pour ce sport et étant marraine de la fédération England Hockey. A l'âge de 14 ans, le 12 octobre 2018, Louise assiste au mariage de sa cousine, la princesse Eugenie, avec Jack Brooksbank. Elle est chargée d'aider les enfants du cortège.
En novembre 2018, pour célébrer son 15e anniversaire, elle fait une apparition dans l'émission de la BBC Strictly Come Dancing. En décembre de la même année, elle assiste avec sa mère au Horse Show à Londres. En septembre 2020, avec sa famille, elle nettoie une plage de Southsea pour la journée mondiale du nettoyage des plages,.
En septembre 2021, elle fait une apparition dans le documentaire « Prince Philip : The Royal Family Remembers », diffusé sur la BBC. En mars 2022, elle assiste au service commémoratif de son grand-père, le prince Philip, duc d'Édimbourg puis le 18 avril suivant, elle assiste à la messe de Pâques à la chapelle Saint-Georges de Windsor. En juin 2022, elle assiste aux festivités du jubilé de platine d'Élisabeth II (d'abord au Trooping the Colour puis au service d'action de grâce à la cathédrale Saint-Paul),. Le 17 septembre 2022, elle participe à la veillée des petits-enfants (Vigil of the grandchildren) autour du cercueil de la reine Élisabeth II, à Westminster Hall, puis le 19 septembre, aux funérailles d’État ainsi qu'au service.

### Intérêts personnels
Elle est membre de Girlguiding, organisation scoute pour jeunes filles, dont sa grand-mère, la reine, était la marraine, et dont sa mère est présidente.
Lady Louise a suivi des cours d'équitation depuis son plus jeune âge. En 2016, à Windsor, elle a accompagné son père lors des célébrations en l'honneur des 90 ans de sa grand-mère, la reine.

## Titres et honneur

### Titulature
- Depuis le 8 novembre 2003 : Lady Louise Mountbatten-Windsor (naissance).

Les lettres patentes de George V du 30 novembre 1917, toujours en vigueur de nos jours, permettent à n’importe quel descendant en lignée mâle d’un souverain britannique de porter le titre de « prince » avec prédicat d’altesse royale. Suivant cette logique, Louise aurait dû être titrée de façon légale à sa naissance Son Altesse Royale la princesse Louise de Wessex à l’instar des autres petits-enfants en lignée mâle de la reine Élisabeth II comme William de Galles ou encore Beatrice d’York. Toutefois, lorsque ses parents se sont mariés, le 19 juin 1999, la reine Élisabeth II a annoncé, d’après la volonté des époux, par un communiqué de presse du palais de Buckingham, que leurs enfants seraient titrés comme ceux d’un comte britannique (pour une fille, le titre de « lady »), au lieu d’avoir un statut princier au sein de la monarchie. Ainsi, les communications de la cour se réfèrent à elle en tant que Lady Louise Windsor,,. En 2020, la comtesse de Wessex déclare que Louise et son frère James Mountbatten-Windsor choisiront d'utiliser ou non leurs titres royaux lorsqu'ils auront chacun 18 ans.
Aussi, depuis 1960, un ordre en Conseil d’Élisabeth II, qui permet à ses descendants sans titre princier ni prédicat de porter le nom « Mountbatten-Windsor », a été appliqué dans le cas de lady Louise. En référence à la famille du prince Philip, duc d’Édimbourg (naturalisé britannique sous le patronyme Mountbatten), elle est donc connue civilement sous le nom de Louise Mountbatten-Windsor.

### Honneur
En juin 2008, pour reconnaître une visite de son père dans la province canadienne du Manitoba, le lieutenant-gouverneur du Manitoba, John Harvard, décide de nommer un lac au nord de la province en  l’honneur de Lady Louise.